# Aplec de Danses de la Vall d'Albaida
L'Aplec de Danses (o Festa de la Dansà) de la Vall d'Albaida és un encontre anual dels dansadors i dansadores dels pobles de la comarca de la Vall d'Albaida. A l'encontre es
participa per localitats, sent cadascuna d'estes representada pels seus
respectius grups de danses i/o per dansadors i dansadores a la manera tradicional
de cada poble. L'Aplec (o Festa) se celebra anualment des de 1978, sent així un dels primers encontres d'estes característiques al País Valencià i que encara perduren hui dia. L'encontre es realitza la vesprada-nit d'un dels dissabtes del mes de setembre (o primer d'octubre), tot i que en les primeres edicions es va realitzar en diumenge. Cada any s'organitza en una localitat diferent de la comarca, seguint l'ordre dels primers aplecs establert per insaculació. Actualment està coordinat per l'Àrea de Cultura de la Mancomunitat de Municipis de la Vall d'Albaida. Altres aplecs com l'Aplec de Danses dels Pobles de la Mariola naix inspirat en l'Aplec de les Danses de la Vall d'Albaida.

## Cronologia
| Edició | Any  | Lloc                    | Data       |
| ------ | ---- | ----------------------- | ---------- |
| 1      | 1978 | Quatretonda             | 03/09/1978 |
| 2      | 1979 | La Pobla de Duc         | 02/09/1979 |
| 3      | 1980 | Montaverner             | 14/09/1980 |
| 4      | 1981 | Agullent                | 20/09/1981 |
| 5      | 1982 | Fontanars dels Alforins | 18/09/1982 |
| 6      | 1983 | Ontinyent               | 17/09/1983 |
| 7      | 1984 | Albaida                 | 15/09/1984 |
| 8      | 1985 | Benigànim               | 21/09/1985 |
| 9      | 1986 | Aielo de Malferit       | 13/09/1986 |
| 10     | 1987 | El Palomar              | 12/09/1987 |
| 11     | 1988 | Alfarrasí               | 17/09/1988 |
| 12     | 1989 | Bocairent               | 23/09/1989 |
| 13     | 1990 | Llutxent                | 22/09/1990 |
| 14     | 1991 | Castelló de Rugat       | 14/09/1991 |
| 15     | 1992 | Salem                   | 26/09/1992 |
| 16     | 1993 | Benicolet               | 11/09/1993 |
| 17     | 1994 | Bèlgida                 | 01/10/1994 |
| 18     | 1995 | Atzeneta d'Albaida      | 10/09/1995 |
| 19     | 1996 | l'Olleria               | 05/10/1996 |
| 20     | 1997 | l'Olleria               | 13/09/1997 |
| 21     | 1998 | Bellús                  | 12/09/1998 |
| 22     | 1999 | Quatretonda             | 02/10/1999 |
| 23     | 2000 | La Pobla de Duc         | 30/09/2000 |
| 24     | 2001 | Otos                    | 29/09/2001 |
| 25     | 2002 | Montaverner             | 28/09/2002 |
| 26     | 2003 | Agullent                | 14/09/2003 |
| 27     | 2004 | Fontanars dels Alforins | 25/09/2004 |
| 28     | 2005 | Ontinyent               | 10/09/2005 |
| 29     | 2006 | Albaida                 | 09/09/2006 |
| 30     | 2007 | Benigànim               | 22/09/2007 |
| 31     | 2008 | El Palomar              | 13/09/2008 |
| 32     | 2009 | Alfarrasí               | 12/09/2009 |
| 33     | 2010 | Bocairent               | 11/09/2010 |
| 34     | 2011 | Castelló de Rugat       | 17/09/2011 |
| 35     | 2012 | Bèlgida                 | 08/09/2012 |
| 36     | 2013 | Atzeneta d'Albaida      | 28/09/2013 |
| 37     | 2014 | l'Olleria               | 20/09/2014 |
| 38     | 2015 | Bellús                  | 19/09/2015 |
| 39     | 2016 | Llutxent                | 01/10/2016 |
| 40     | 2017 | Quatretonda             | 30/09/2017 |
| 41     | 2018 | La Pobla del Duc        | 22/09/2018 |
| 42     | 2019 | Montaverner             | 14/09/2019 |
| --     | 2020 | Suspés per la Còvid-19  | 12/09/2020 |
| --     | 2021 | Suspés per la Còvid-19  | --         |
| 43     | 2022 | Agullent                | 10/09/2022 |
| 44     | 2023 | Fontanars dels Alforins | 30/09/2023 |
| 45     | 2024 | Ontinyent               | 21/09/2024 |
| 46     | 2025 | Albaida                 | 13/09/2025 |

## Orígens
(Extret de l'article "XXV Aniversari de la Festa de la Dansà de la Vall d'Albaida: dels seus orígens fins als nostres dies" de José A. Benavent Oltra, publicat al Llibre ”XXVI Festa de les Danses de la Vall d'Albaida; Agullent, 14 de setembre de 2003” coordinat per Emili Casanova i editat pel Grup de Danses d'Agullent)
Els orígens de la Festa
de la Dansa de la Vall d 'Albaida estan estretament vinculats al naixement del Grup
de Danses Populars de Quatretonda, el qual va sorgir gràcies a una iniciativa
personal de la Dra. Sra. Violeta Montoliu Soler, en aquells moments professora d'Història
de l'art de la Universitat de València i Directora del "Seminari d'Art Popular
Valencià" del Departament d'Història de l'art de la Facultat de Filosofia i
lletres, que a l'estiu de 1976 va preparar diverses parelles de balladors i a un
grupet de xiquets i xiquetes per a participar en les Festes Patronals de Quatretonda
amb la representació d'un parell de danses valencianes. L'èxit va ser gran i la
gent del poble es va animar a aprendre nous balls, fins al punt que es va aconseguir
disposar en poc temps d'un modest però selecte repertori. Al mateix temps, es va
aconseguir la col·laboració musical d'una xicoteta rondalla local dirigida per Juan
Alberola. En disposar dels dos elements essencials per a la representació de les
danses, grup de ball i rondalla, es va considerar oportú constituir-se com a
associació cultural amb un doble objectiu: primer, investigar i recuperar el
folklore valencià en general i el de la Vall d'Albaida en particular, i segon, divulgar-lo
per mitjà d'actuacions artístiques. El Grup de Danses Populars de Quatretonda
es va fundar oficialment el dia 9 de setembre de 1977, festa del Santíssim Crist
de la Fe, patró de la vila de Quatretonda. A partir d'este moment s'inicia la
projecció artística del GDPQ més enllà dels límits locals, de tal manera que
van actuar el 16 de setembre en les festes patronals d'Atzeneta d'Albaida, el 8
d'octubre a Albaida, també amb ocasió de les seues festes patronals i el 21 d'octubre a l'Olleria (Setmana Cultural). Les activitats que es van realitzar en 1977 es
van dirigir bàsicament a preparar la dimensió artística del GDPQ, a fi de dotar-lo
d'un repertori de danses que permetera una posada en escena d'almenys 45 minuts.
L'any 1978 es va obtindre l'ajuda de l'Ajuntament i de la Cooperativa Vinícola de
Quatretonda i vam ingressar com a grup de danses en el programa "Aula de
Cultura" de la Caixa d'Estalvis de València. Al llarg d'este any, i en la
Vall d'Albaida, el GDPQ va actuar en els pobles de Benigànim, Llutxent,
Quatretonda, la Pobla del Duc, Alfarrasí i Ontinyent. Llançat artísticament el
GDPQ i comptant amb un relatiu suport econòmic, fruit de les activitats pròpies
i d'algunes ajudes institucionals, es va creure convenient ampliar el repertori
amb danses originals pròpies de la comarca. D'esta manera es va iniciar la investigació
folklòrica de la Vall d'Albaida. Els contactes previs que havíem establit en els
pobles de la Vall abans mencionats i on havíem actuat, van mostrar un panorama realista
i al mateix temps desolador del nostre folklore, sobretot en donar referència de
la situació que el GDPQ va detectar en 1978 amb les investigacions realitzades per
Palau (1950), Oller (1951) i Olmos (1952) sobre la Vall d'Albaida a principis de
la dècada dels anys 50 i publicats en els Cuadernos de Música Folklórico Valenciana,
editats per la Institució Alfons el Magnànim de la Diputació Provincial de València.
Davant d'estos fets, per a preservar i, en la mesura que es poguera, recuperar el
folklore de la nostra Comarca, a José A. Benavent (Un dels fundadors del GDPQ)
se li va ocórrer la idea d'organitzar un festival de danses que permetera reunir
sense excessius esforços personals i econòmics, tots els grups de balladors i balladores
que en aquells moments i en els distints pobles de la Vall, encara conservaven viva
la tradició de la dansa, les dansaes o les danses i la ballaven en la seua població
almenys una vegada l'any. D'esta manera vam pensar que podríem alentir o inclús
detindre el veloç procés de degradació en què es trobaven immerses les nostres danses
més característiques. Madurada la idea i esbossat un projecte el van presentar
a l'assemblea general del GDPQ a fi de comptar amb l'aprovació i el suport de l'associació
cultural que presidia i iniciar els treballs oportuns per a poder portar-la a
la pràctica.

## Bases
(Extret de l'article "XXV Aniversari de la Festa de la Dansà de la Vall d'Albaida: dels seus orígens fins als nostres dies" de José A. Benavent Oltra, publicat al Llibre ”XXVI Festa de les Danses de la Vall d'Albaida; Agullent, 14 de setembre de 2003” coordinat per Emili Casanova i editat pel Grup de Danses d'Agullent)
La primera tasca va consistir en l'elaboració d'unes
Bases o principis organitzatius que permeteren palesar la idea del futur
Festival. Estos principis haurien de ser prou clars, senzills, atractius, realistes
i justos per a aconseguir, en primer lloc, patrocinadors econòmics que estigueren
disposats a finançar les despeses d'execució, i segon, obtindre l'adhesió del
nombre més gran possible dels col·lectius que en els distints municipis de la
Vall d'Albaida continuaven mantenint viva la torxa de la dansa. Els principis organitzatius
o Bases que van fer possible el naixement de la Festa de la Dansa de la Vall d'Albaida
vari ser els següents:
1. Oferir la possibilitat de participar en la I Festa,
que tindria lloc a Quatretonda, a tots els col·lectius de balladors i balladores
existents en la Vall que ho desitjaren, sense excepcions. deixant oberta la incorporació
a tots aquells que, per una raó o una altra, no pogueren assistir a este primer
festival, perquè es pogueren integrar en les següents edicions.
2. Cada col·lectiu es responsabilitza de presentar
la dansa tal com es balla en el seu poble i amb el seu propi acompanyament
musical, sense cap ingerència per part deis organitzadors.
3. Cada grup bollarà vestit amb la mateixa indumentària
de festa que s'utilitza en l'execució de les danses de la seua localitat.
4. Cada col·lectiu participant s'autofinançarà els
desplaçaments i l'actuació dels seus músics.
5. La Festa tindrà caràcter anual i rotatiu i se celebrarà
cada any en un dels municipis participants. El municipi que haja d'acollir la Festa
ser elegit a l'atzar pel mètode d'insaculació entre els participants que accepten
lliurement organitzar el festival de l'any següent. En finalitzar el circuit amb
tots els pobles participants es tornarà a iniciar a Quatretonda un nou circuit i
se seguirà l'orde ja establit.
6. Es constituirà un Comitè consultiu paritari, democràtic
i autogestionari, format per un membre de cada un dels col·lectius participants
en representació dels seus respectius municipis, la missió del qual serà la de
supervisar, aconsellar, suggerir idees i prestar ajuda al col·lectiu que cada any
s'encarregue d'organitzar la Festa i motivar els pobles que no participen que rescaten
la seua dansa i s'incorporen al circuit.
7. El col·lectiu que en representació del seu municipi
resulte elegit cada any per a acollir la Festa assumirà la responsabilitat
plena de la seua organització i gestió, tant artística com econòmica, i podrà
sol·licitar, sempre que ho estime oportú, l'ajuda del Comitè consultiu així com
la deis restants grups implicats en la Festa.
8. En cada població la dansa transcorrerà per un
itinerari urbà prèviament pactat i amb la suficient separació entre els grups participants
perquè no s'interferisquen musicalment.
9. En la primera
edició. Els col·lectius de balladors i balladores participants degudament
identificats amb un cartell en què figurarà el nom del municipi representat,
s'ordenaran alfabèticament per a ballar al llarg de l'itinerari pactat, excepte
el grup del municipi organitzador que desfilarà en últim lloc. L'orde
d'actuació per als anys següents serà el que es vaja determinant pels
successius sortejos.
10. La Festa acabarà
amb un final de festa en un recinte adequat amb reserva de localitats per a les
autoritats assistents i els participants, i amb capacitat suficient per a acollir
els espectadors que decidisquen acudir a presenciar l'acte. El recinte disposarà
d'un escenari digne en què els col·lectius participants que ho desitgen podran
interpretar, previ pacte, una o més danses. A més s'entregaran els trofeus de participació
en cada grup i es procedirà al sorteig del municipi que organitzarà la Festa de
l'any següent. A continuació, i per a tancar l'acte públic, es dispararà un
castell de focs artificials. Finalment, els participants seran obsequiats amb
un vi d'honor o sopar fred per part del grup amfitrió, a fi d'intercanviar
impressions i desenrotllar llaços d'amistat i germandat entre tots els pobles representats.

## Primers passos
(Extret de l'article "XXV Aniversari de la Festa de la Dansà de la Vall d'Albaida: dels seus orígens fins als nostres dies" de José A. Benavent Oltra, publicat al Llibre ”XXVI Festa de les Danses de la Vall d'Albaida; Agullent, 14 de setembre de 2003” coordinat per Emili Casanova i editat pel Grup de Danses d'Agullent)
Definides les
Bases que fonamenten el nostre projecte, el vam presentar a la consideració de distintes
institucions públiques i entitats culturals i econòmiques, a fi d'aconseguir el
suport necessari per a poder posar-ho en practica. Es va obtindre el suport de
la Caixa d'Estalvis de València i de l'Ajuntament i la Cooperativa Vinícola de
Quatretonda. amb un escàs pressupost econòmic (120.000 pessetes » 720 €) i amb l'ajuda incondicional del
GDPQ i la resta de les institucions culturals del nostre poble ens vam llançar
a l'aventura de celebrar la I Festa. Al maig de 1978 vam començar a prendre
contacte amb els ajuntaments dels municipis de la Vall a fi que ens
proporcionaren els noms i les adreces de les persones responsables o més
directament relacionades amb la dansa o les danses en les distintes localitats.
A principis del mes de juny vam iniciar les visites domiciliàries. Vam mantenir
entrevistes amb les persones que se'ns havia indicat, amb la intenció d'il·lusionar
i comprometre en esta empresa totes les que poguérem perquè la manifestació
folkloricocultural que organitzaríem per primera vegada a Quatretonda fóra la més nombrosa i representativa possible. En alguns pobles la dansa o les danses
mai no s'havien ballat, havien desaparegut feia ja molts anys, o els
informadors amb qui vam contactar no tenien notícies que s'hagueren ballat ni coneixien
ningú que poguera donar-nos-en referències; en altres, es recordava la seua existència
però s'havien deixat de ballar, i encara que uns pocs majors encara coneixien
els seus passos, taral·larejaven la seua música i manifestaven ser capaços de reproduir
la dansa, resultava pràcticament impossible reclutar gent sense experiència ni
motivació, seleccionar un xicotet grup i ensenyar-los a ballar perquè pogueren
participar; finalment, en uns pocs municipis la dansa continuava viva. es
continuava ballant almenys una vegada l'any, i existia la possibilitat que un grup
de balladors i balladores participara en la I Festa. Dels 32 pobles de la Vall
que vaig visitar (no vaig estar a Fontanars dels Alforins), només en nou (Agullent,
Albaida, Alfarrasí, Bèlgida, Bocairent, Montaverner,
Ontinyent, El Palomar i la Pobla del Duc), vaig trobar un col·lectiu de gent experta
amb acompanyament musical capaç de ballar la dansa que representava el seu
municipi i amb voluntat de desplaçar-se a Quatretonda el dia 3 de setembre de 1978
per a celebrar la I Festa de la Dansa de la Vall d'Albaida. Les persones amb qui
vaig establir una relació directa, es van integrar en el primer Comitè Consultiu
i van fer possible la I Festa en prestar el seu inestimable, entusiasta i desinteressada
col·laboració per a convèncer els seus respectius col·lectius de la importància
i atractiu del festival, van ser: a Agullent, Mari Carmen i Emili Casanova; a Albaida,
Elisa Vidal; a Alfarrasí, José Requena; a Bèlgida, Vicenta Alfonso; a Bocairent,
Carmen i Agustí Domènech; a Montaverner, Rafael San José; a Ontinyent, José Conejero;
en el Palomar, María Guerrero i en la Pobla del Duc, Felipe Boscà. (...)

## Evolució
(Extret de l'article "XXV Aniversari de la Festa de la Dansà de la Vall d'Albaida: dels seus orígens fins als nostres dies" de José A. Benavent Oltra, publicat al Llibre ”XXVI Festa de les Danses de la Vall d'Albaida; Agullent, 14 de setembre de 2003” coordinat per Emili Casanova i editat pel Grup de Danses d'Agullent)
En l'evolució de la nostra Festa podem distingir
quatre etapes o períodes perfectament diferenciats: Període d'iniciació
(1978-1980), Període de consolidació (1981·1989), Període d'expansió
(1990-1998) i Període de Reiniciació o del Segon Cicle (1999 · actualitat)

### Període d'iniciació (1978-1980)
Durant les seues tres primeres edicions. Quatretonda
(03/09/1978), la Pobla del Duc (02/09/1979) i Montaverner (14/09/1980), la
Festa no va sofrir cap variació significativa i es va repetir el model de
celebració tal com es va dissenyar per a la I Festa. La seua estructura, pautes d'organització
i desenrotllament van ser els següents: 
1. Es va mantindre sense variació el Comitè
consultiu format per les persones abans mencionades en representació dels seus
respectius col·lectius.
2. Es va elegir per a la seua celebració la
vesprada-nit d'un diumenge del mes de setembre.
3. El programa es va estructurar en cinc actes
bàsics:
a) Recepció dels pobles participants en l'entrada de
la població organitzadora per una comissió d'acollida que portara cartells amb
el nom dels respectius municipis. A partir d'eixe moment, cada grup representatiu
del seu municipi disposarà d'una hostessa i una parelleta de xiquets abillats
amb el vestit tradicional de festa que portaran el respectiu cartell
d'identificació. L'hostessa acompanya el grup al punt de reunió i els guia,
atén i assessora durant tot el temps que estiguen en la localitat amfitriona.
b) Concentració de tots els grups participants i desfilada
de reconeixement per l'itinerari de la dansa acompanyats per la banda de música local
i tornada al punt de partida pera iniciar l'eixida.
e) Celebració de la dansà per l'itinerari urbà prèviament
fixat per a acabar en el lloc, prèviament i degudament preparat, on es desenvoluparà
la fi de festa i es farà entrega dels trofeus commemoratius.
d) Fi de festa, en el qual cada grup participant, si
així s'ha sol·licitat i pactat, interpretarà una o més danses populars valencianes.
Entrega de trofeus i sorteig per insaculació del poble que organitzarà la Festa
de l'any que ve.
e) Sopar fred per a tots els participants i acomiadament.
Per a estimular la participació en la Festa, així
com per a agrair i recordar-ne la celebració, es van crear els trofeus següents:
a la participació, al grup més nombrós, al ballador o balladora més jove i al
ballador o balladora de més edat. El trofeu a la participació s'ha mantingut en
totes les edicions fins al dia de hui, però els altres tres es van decidir suspendre'ls
a partir de la IV Festa celebrada a Agullent. pel fet que generaven competitivitat
i picabaralles entre els distints col·lectius participants.
El poble que resultava elegit per a organitzar la
Festa de l'any següent assumia plens poders per a prendre decisions i comptava
amb l'ajuda I assessorament del Consell consultiu que es reunia tres o quatre vegades
l'any amb la comissió organitzadora local. A més, els membres del Comitè consultiu
assumien funcions de coordinació entre els distints grups, informaven els seus
dels acords i notícies que es produïen en cada reunió i actuaven de portaveus dels
col·lectius representats. El Comitè consultiu va ser un element decisiu de la
Festa, tant en el Període d'Iniciació com en el de Consolidació, però desgraciadament
va desaparèixer pràcticament a partir de la XIII Festa celebrada a Llutxent,
amb la qual es va iniciar el Període d'Expansió, a l'assumir la Mancomunitat de
Municipis de la Vall d'Albaida la responsabilitat de l'organització de la nostra
festa.
Les tres primeres edicions de la Festa van estar patrocinades
per la Caixa d'Estalvis de Valencia, els Ajuntaments dels respectius municipis on
es van celebrar i algunes entitats i associacions culturals i econòmiques locals.
Els cartells anunciadors i els programes de mà van ser editats en una sola
tinta i en el format normalitzat de l'aula de Cultura de la Caixa d'Estalvis de
València.

#### I Festa a Quatretonda 03/09/1978
En la I Festa, celebrada a Quatretonda (1978) van participar 10 pobles
amb més de 400 balladors i balladores, i 50 músics. Els pobles participants per
orde d'actuació van ser els següents: Agullent, Albaida, Alfarrasí, Bèlgida, Bocairent, Montaverner, Ontinyent, El Palomar, la Pobla del Duc i Quatretonda.

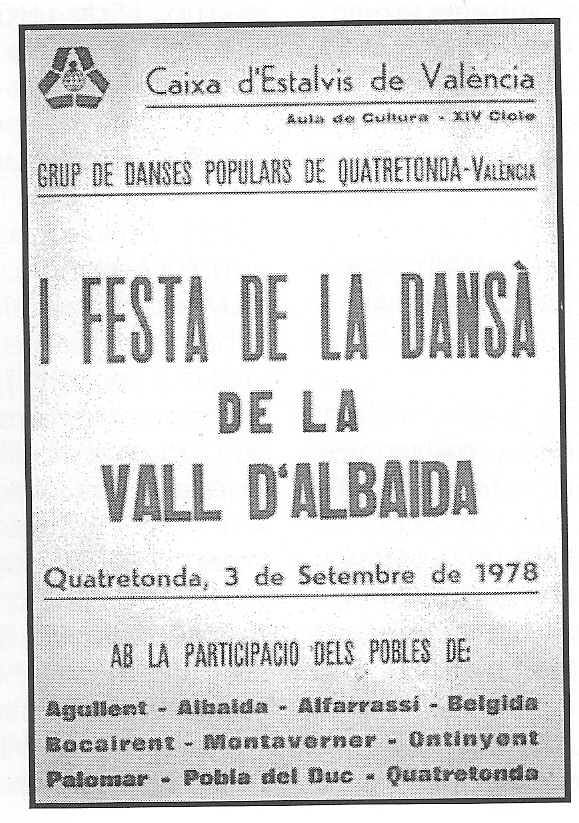
Cartell del 1 Aplec a Quatretonda

#### II Festa a La Pobla de Duc 02/09/1979
En la II Festa,
celebrada en la Pobla del Duc (1979), van assistir 11 pobles, els mateixos de
la primera més Fontanars dels Alforins que es va incorporar com nou membre a la
festa. A més, per iniciativa dels organitzadors es va invitar de fora de la
Vall l'Escola de Danses de Xàtiva. amb la qual cosa van ser 12 els grups participants
amb uns 500 balladors i balladores, i prop de 60 músics. En el cartell
anunciador es va canviar la paraula Festa per APLEC.

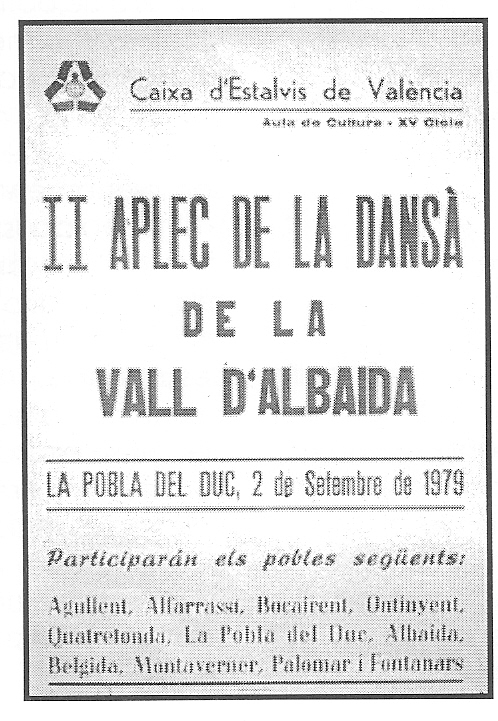
Cartell del 2 Aplec a La Pobla de Duc

#### III Festa a Montaverner 14/09/1980
En la III Festa, celebrada
a Montaverner (1980), no va haver-hi novetats dignes de destacar. Van anunciar
la seua participació els mateixos pobles de l'edició anterior, encara que per
problemes locals d'última hora no es presentaria El Palomar, i inclús repetiria
com a grup invitat l'Escola de Danses de Xàtiva. En total van ser 11 els grups
participants amb uns 500 balladors i balladores, i almenys 60 músics.

### Període de consolidació (1981·1989)
Eixe Període va tindre una duració de nou anys,
durant els quals es van celebrar les edicions següents: la IV a Agullent (20/09
/1981); la V a Fontanars dels Alforins (18/09/1982); la VI a Ontinyent
(17/09/1983); la VII a Albaida (15/09/1984); la VIII a Benigànim (21/09/1985);
la IX a Aielo de Malferit (13/09/1986); la X en el Palomar 12/09/1987); la XI a
Alfarrasí (17/09/1988), i la XII a Bocairent (23/09/1989).

#### IV Festa a Agullent 20/09/1981
La IV Festa, celebrada a Agullent (1981), va suposar
un fort suport institucional, econòmic i cultural. Al mateix temps que es van introduir
innovacions que marcaran definitivament el desenrotllament de les següents
edicions. Es consolidà de forma definitiva la Festa i es va elaborar per
primera vegada un Programa anual (gràcies a l'esforç personal d'Emili Casanova
i el seu equip de col·laboradors. que a més van aconseguir autofinançar-se amb publicitat. (...). El Programa també presenta el currículum dels grups participants
i una valuosíssima documentació gràfica sobre estos i les danses d'Agullent. En
esta edició es va incorporar a la festa el municipi de Benigànim. representat pel Grup de
Danses “Arrop i Talladetes". es va
reintegrar el Palomar després de la seua absència en la III Festa de Montaverner i els organitzadors van invitar
de fora de la Vall el Grup de Danses d'Alcoi. amb la qual cosa van participar
un total de 13 grups amb més de 600 balladors i balladores, i quasi 70 músics.
Esta edició va estar patrocinada per la Caixa 'Estalvis d'Ontinyent, la
Diputació Provincial de València. la Direcció General de Música i Teatre del
Ministeri de Cultura, l'Ajuntament d'Agullent i Acció Cultural del País
Valencià. El pressupost econòmic va superar les 700.000 pessetes (4.200 €). Es
va editar per primera vegada un cartell artístic policromat que va servir de
portada per al Programa-anuari. En este es va canviar la denominació original
de la Festa, que es va retolar com “IV Festa de les Danses. Vall Albaida”.
També per primera vegada es van introduir activitats culturals relacionades amb
les danses: un concurs de dibuix entre els escolars d'Agullent sobre el tema “Com
veus les danses del teu poble”, amb exposició dels treballs durant una setmana
en les escoles i entrega de premis el 25 de juny i una exposició monogràfica
sobre indumentària valenciana de festa relacionada amb les danses i que va
tindre lloc del18 al 20 de setembre. Amb estos actes s'assenten els precedents
d'una possible setmana cultural entorn de la nostra festa que no cristal·litzarà
fins a la VII edició que se celebrarà a Albaida.

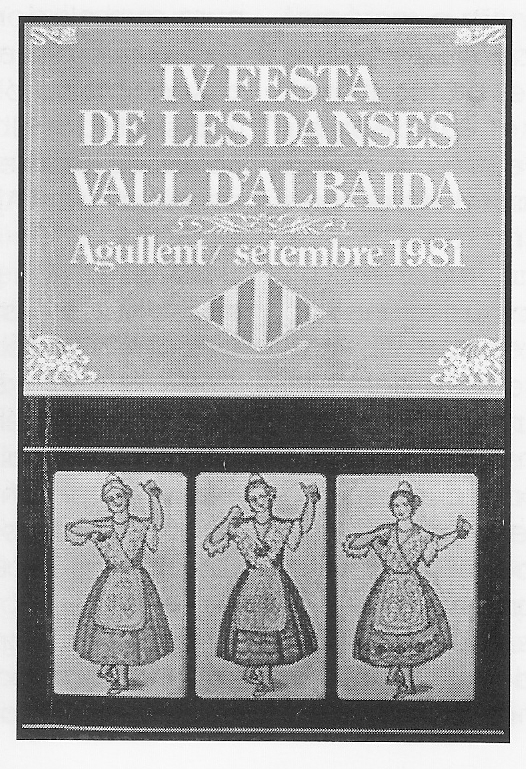
Cartell del 4 Aplec a Agullent

#### V Festa a Fontanars dels Alforins 18/09/1982
A la V Festa, que es va celebrar a
Fontanars dels Alforins (1982), van assistir tots els pobles de la Vall participants
en l'edició anterior. El grup invitat pels organitzadors va ser en esta ocasió
el Grup de Danses de Moixent, amb la qual cosa es van comptabilitzar un total
de 13 grups amb quasi 800 balladors i balladores, i 70 músics. Es va editar un
preciós programa seguint les directrius establides a Agullent i que va
aconseguir autofinançar-se amb publicitat. Igual que el Programa de la IV Festa
arreplega interessants col·laboracions científiques i literàries, el currículum
dels grups participants i valuosa documentació gràfica. Es va obtindre en esta
edició la col·laboració de les següents institucions i entitats econòmiques i
culturals: Ajuntament, Diputació Provincial de València, Conselleria de
Cultura, Conselleria de Turisme, Conselleria Adjunta a la Presidència,
Ministeri de Cultura, Federació Valenciana d'Associacions Culturals (FEVAC),
Acció Cultural del País Valencià, Caixa d'Estalvis d'Ontinyent. Caixa d'Estalvis de Valencia i Caixa Postal d'Estalvis. La V Festa també va comptar amb
un preciós cartell policromat dissenyat pel departament de publicitat de la Caixa
Postal d'Estalvis que va servir al mateix temps de portada del Programa-anuari.

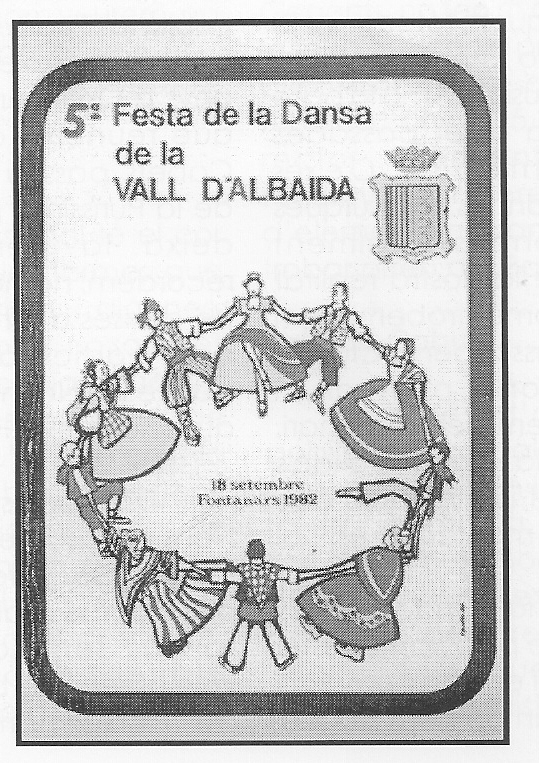
Cartell del 5 Aplec a Fontanars dels Alforins

#### VI Festa a Ontinyent 17/09/1983
La
VI Festa va tindre lloc a Ontinyent (1983). S'hi va incorporar el poble d'Aielo de Malferit, però no es va presentar el poble de Bèlgida que desapareixerà de la Festa i no tornarà a incorporar-se fins a la XVII edició (1994) que es va celebrar en la dita localitat. En total van participar 13 grups, 12 de la Vall més el grup invitat. que en esta ocasió va ser el Grup de Danses de la Font de la Figuera. El nivell de participació va ser semblant al de l'edició anterior. uns 800 balladors i balladores, i més de 60 músics. Per primera vegada la Festa va deixar de celebrar-se en diumenge, i des d'este moment fins a l'actualitat, totes les edicions s'han celebrat durant la vesprada-nit d'un dissabte del mes de setembre. Una altra novetat que es va introduir en l'edició d'Ontinyent i que es mantindrà en les següents, va ser l'actuació d'un conjunt musical per a amenitzar una vetlada de ball després del sopar de germanor. Es va editar un programa del mateix format i característiques que el dels anys anteriors, però en el qual només apareix una ressenya sobre els pobles i grups participants i es van perdre les col·laboracions científiques i literàries, encara que el Llibre-programa d'esta edició es va retolar com VI Festa de la Dansà de la Vall d'Albaida, en el cartell anunciador que es va confeccionar apareix la inscripció VI Aplec de la Dansa de la Vall d'Albaida. L'organització i finançament d'esta edició va anar a càrrec exclusivament del Grup de Danses "Teixidors” d'Ontinyent.

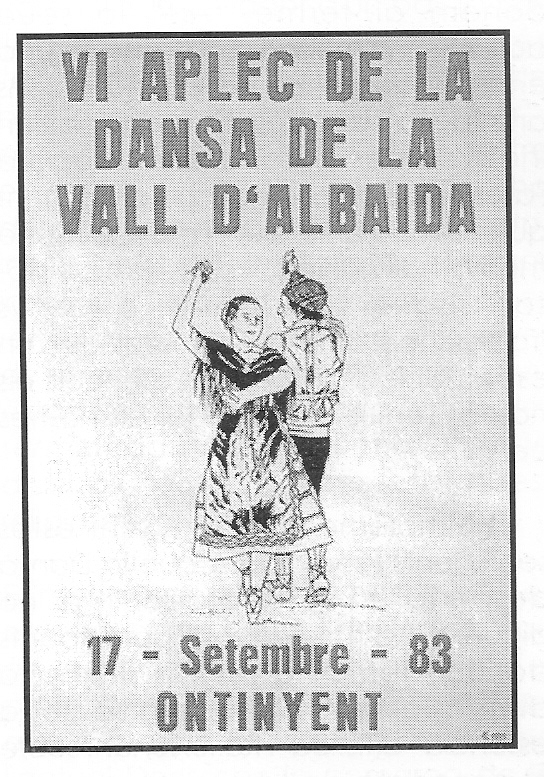
Cartell del 6 Aplec a Ontinyent

#### VII Festa a Albaida 15/09/1984
La VII Festa es va celebrar a Albaida (1984) i va suposar un dels moments més importants en la seua evolució. Allí es van aconseguir les cotes més altes d'organització i participació. En total van ser 14 els grups
participants representant a 12 municipis de la Vall (Agullent, Aielo de Malferit, Albaida, Alfarrasí, Benigànim, Bocairent,
Fontanars dels Alforins, Montaverner, Ontinyent, El Palomar, La Pobla del Duc i
Quatretonda), amb la peculiaritat que per primera vegada un municipi,
Ontinyent. va estar representat per dos col·lectius distints, el “Grup de
Danses Teixidors” i el “Grup de Danses Arrels”. En esta ocasió el grup invitat
va ser una vegada més l’Escola de Danses de Xàtiva. En total es van donar cita
a Albaida quasi 900 balladors i balladores,
i més de 70 músics. Els espectadors que es van reunir per a presenciar la fi de
testa en l'esplèndida plaça principal van superar els 5.000, segons càlculs de
la Policia Municipal. El poble sencer es va bolcar en la Festa i es va aconseguir
una plena col·laboració, tant ciutadana com de totes les institucions culturals
del municipi. El Grup de Danses "La Vall" va ser el responsable d'este
fenomen sociològic. que com ratificaria el seu alcalde en la
"Salutació" del Programa, "ha sigut una festa única en la història
de la nostra ciutat". La Festa va estar patrocinada per la Caixa
d'Estalvis d'Ontinyent, l'Ajuntament, la Conselleria de Cultura, Educació i Ciència
i la Diputació Provincial de Valencia. Per primera vegada en esta edició se
suma una autèntica, completa i magnífica Setmana Cultural al voltant de la
festa. A partir d'este moment s'incorporarien a les següents edicions de la
Festa les seues corresponents Setmanes Culturals. El Programa-anuari va canviar
de format, es va suprimir la publicitat i es va dedicar íntegrament a presentar
la programació d'actes, el currículum i les fotografies dels grups participants
i les col·laboracions científiques i literàries sobre temes relacionats amb el
folklore de la nostra Comarca. Com venia sent tradicional el cartell Anunciador
d'esta edició es va utilitzar també com a portada del Programa-anuari.

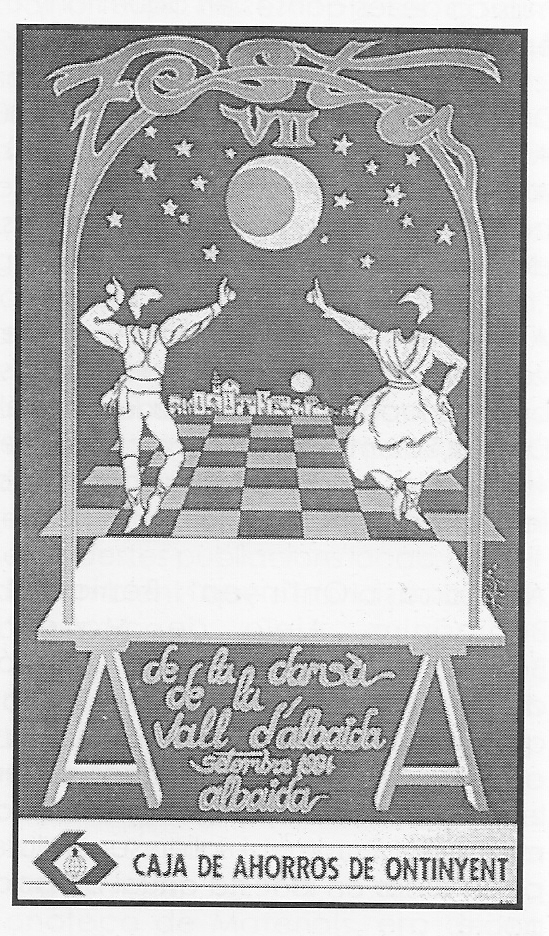
Cartell del 7 Aplec a Albaida

#### VIII Festa a Benigànim 21/09/1985
No menys brillant va resultar la VIII Festa de Benigànim
(1985) organitzada pel Grup de Danses "Arrop i Talladetes" i
patrocinada per l'Ajuntament, la Conselleria de Cultura, Educació i Ciència, la
Caixa d'Estalvis de València, la Caixa d'Estalvis d'Ontinyent i la Caixa Rural de
València. A Benigànim van participar 12 grups representant als mateixos municipis
de la Vall que van assistir a l'edició anterior. No es va presentar el Grup de
Danses "Teixidors" d'Ontinyent i en esta ocasió no va haver-hi grup
invitat. En total es van comptabilitzar uns 600 balladors i balladores, i més
de 60 músics. Es va introduir una interessant novetat, la convocatòria d'un
concurs de cartells. L'esbós guanyador es va editar com a cartell oficial de la
VIII Festa i va servir al mateix temps de portada d'un interessant i documentat
Programa-anuari. Es va mantindre l'estructura secular de la Festa amb l'addició
d'una completa i interessant Setmana Cultural, la programació de la qual es detalla
en el Programa-anuari. La fi de festa en la plaça del Reial va ser brillant i modèlica,
amb un espectacular escenari a l'aire lliure, una perfecta programació, una
acurada presentació, un desenrotllament harmònic i una assistència massiva de públic.

#### IX Festa a Aielo de Malferit 13/09/1986
La IX Festa es va celebrar a Aielo de Malferit (1986) organitzada pel Grup
de Danses "La Solana" i va mantindre l'alt nivell de qualitat i participació
aconseguit en les edicions anteriors. Van estar representats els 12 municipis participants
en la VIII Festa, tampoc va assistir en grup "Teixidors" d'Ontinyent
i no va haver-hi grup invitat. Es va mantindre el concurs de cartells i el
guanyador va ser editat com a cartell oficial i portada del Programa-anuari que
reprèn les característiques i format del publicat a Albaida. Es va consolidar definitivament
la setmana cultural que serà ja una constant en les futures edicions d'este
període. En total van dansar pels carrers d'Aielo de Malferit uns 700 balladors
i balladores amb els seus corresponents acompanyaments musicals. Esta IX Festa
va estar patrocinada per l'Ajuntament, La Conselleria de Cultura, Educació i Ciència
i la Diputació Provincial de València. La fi de festa va mantindre un alt
nivell, tant per la seua concepció i desenrotllament com per la gran
participació de públic. El cartell policromat i el Programa-anuari donen
testimoni de la celebració d'esta edició.

#### X Festa a El Palomar 12/09/1987
La X Festa va tindre lloc a
El Palomar (1987), organitzada pel Grup de Danses "l'Albada" i
patrocinada per l'Ajuntament, la Conselleria de Cultura, Educació i Ciència i
la Diputació Provincial de València. En esta edició es va reincorporar el Grup
de Danses Teixidors d'Ontinyent, que per raons internes va estar absent en les
dos edicions anteriors. En total van participar 13 grups representant els 12 municipis
anteriorment mencionats i consolidats com a habituals assistents a la nostra
trobada artística anual amb més de 700 balladors i balladores, i uns 70 músics.
En esta edició es va eliminar, per primera vegada, la tradicional fi de festa que s'havia
mantingut des de la primera edició, al·legant
els organitzadors carència d'infraestructura
urbana per a acollir els espectadors. Este fet, improvisat per
l'organització i no consensuat, va molestar algun dels grups participants que no van poder representar en l'escenari les danses que havien preparat. La fi de festa es va limitar a l'entrega de trofeus de participació i a l'intent fallit de ballar tots els grups al mateix temps
unes quantes estrofes musicals d'una dansà normalitzada. Es va mantindre la celebració de la setmana cultural, es va editar un cartell policromat i un modest Programa-anuari multicopiat.

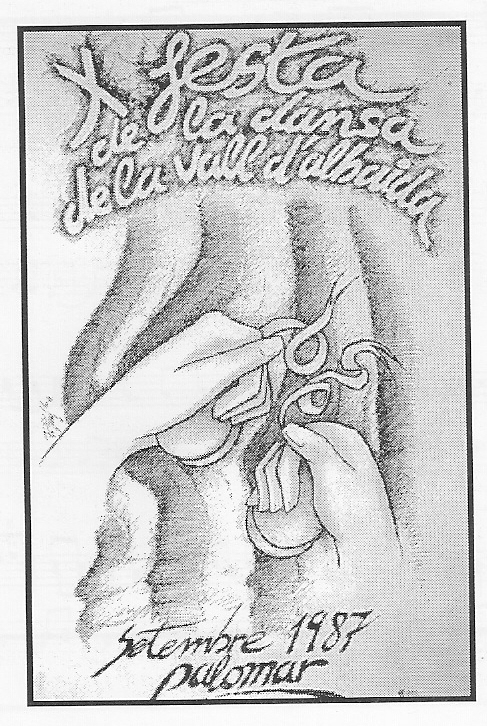
Cartell del 10 Aplec a El Palomar

#### XI Festa a Alfarrasí 17/09/1988
La XI Festa es va celebrar a Alfarrasí (1988), organitzada pel Grup de Danses "La Balleruga” i patrocinada per l'Ajuntament, la Conselleria de Cultura, Educació i Ciència i la Diputació Provincial de València. A Alfarrasí van participar 12 grups ("Teixidors" i "Arrels" per Ontinyent) representant 11 municipis, amb uns 650 balladors i balladores, i més de 60 músics. Montaverner, per primera vegada en onze edicions, no es va presentar a la cita i no tornarà a reincorporar- se fins a la XVIII edició (1995) que es
va celebrar a Atzeneta. A Alfarrasí es va restituir la fi de festa tradicional amb la participació de tots els grups en un magnífic escenari que es va instal·lar en el camp municipal d'esports i amb una assistència extraordinària de públic. Es va mantindre la
setmana cultural i es va editar un cartell a una sola tinta que va servir al
mateix temps de portada d'un modest programa multicopiat.

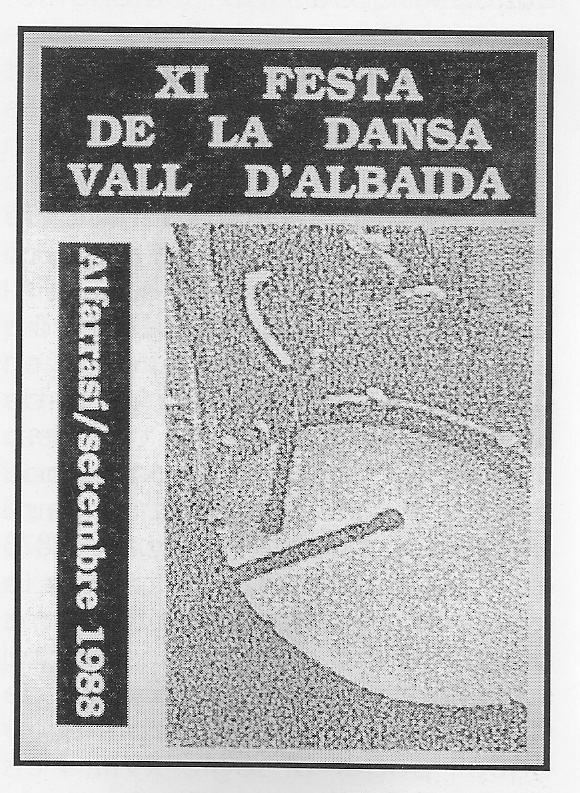
Cartell del 11 Aplec a Alfarrasí

#### XII Festa a Bocairent 23/09/1989
El Període de consolidació es tanca amb la
celebració de la XII Festa a Bocairent (1989). Es va encarregar d'organitzar-la
el Grup de Danses "Cardaors" i va ser patrocinada per l'Ajuntament, la
Conselleria de Cultura, Educació i Ciència i la Diputació Provincial de València.
En total van participar 13 grups, s'incorpora Llutxent, i van estar representats
12 municipis (Agullent, Albaida, Aielo de Malferit. Alfarrasí, Bocairent,
Benigànim, Fontanars dels Alforins, Llutxent, Ontinyent, el Palomar, la Pobla
del Duc i Quatretonda), amb més de 700 balladors i balladores, i 70 músics. A
Bocairent es va pactar suprimir la fi de festa tradicional, que seria substituïda
per un senzill acte d'entrega de trofeus de participació. A partir d'esta
edició es va eliminar definitivament la representació de danses en un escenari
com a colofó de la festa, així com el sorteig de la localitat que organitzaria
la següent edició. Es va celebrar una interessant setmana cultural, es va
editar un preciós cartell policromat, i en comptes del tradicional programa-anuari,
el Grup de Danses "Cardaors" va publicar un llibre titulat “La Serra
i la Vall” amb un erudit i interessant contingut etnològic i folklòric. A Bocairent
es va tancar el cicle iniciat dotze anys abans, i segons les Bases de la Festa,
la XIII edició havia de tornar a Quatretonda i repetir en segona volta el
circuit ordenat per sorteig. No obstant, a Bocairent es van produir dos fets
decisius que determinaran la futura evolució de la Festa: a) La incorporació
del municipi de Llutxent, que va reclamar la celebració de la XIII edició, amb
la qual cosa es trencaria la dinàmica cíclica del procés per a obrir un nou
període d'expansió; i b) Es produïxen els primers contactes formals del Comitè Consultiu
de la Festa amb els representants de la Mancomunitat de Municipis de la Vall
d'Albaida, amb la intenció que la Mancomunitat acceptara la responsabilitat del
finançament i la difusió de la Festa en la resta dels municipis de la Vall que fins
al moment no s'havien vist implicats. Es va arribar a l'acord que la XIII Festa
se celebraria a Llutxent. I que a partir de la dita edició, la Mancomunitat
assumiria els costos econòmics i s'encarregaria de negociar amb la resta de
municipis de la Vall, que per diversos motius mai havien participat, la seua
inclusió en el circuit perquè acolliren la Festa, s'investigaren i, en la
mesura que es poguera, es rescataren o restauraren els vestigis de les seues
músiques i danses tradicionals, al mateix temps que acceptaren la
responsabilitat d'organitzar la Festa en les seues respectives localitats, amb
la qual cosa el circuit quedava obert en teoria als 33 municipis que constituïxen
la Mancomunitat. Així doncs, el Període de consolidació s'havia completat i s'obria
una etapa d'expansió en què es pretenia fer partícips de la Festa a la
totalitat dels municipis de la Vall d'Albaida. Tots els grups assistents a la "reunió
de Bocairent" van estar d'acord a acceptar les noves directrius que
ordenaven la Festa i van prometre continuar en el circuit i col·laborar en l'èxit dels
objectius projectats per al futur immediat.

### Període d'expansió (1990-1998)
Hem denominat este període
amb el qualificatiu
d'"expansió" perquè trenca els límits prefixats en les bases
fundacionals de la
Festa i l'extrapola més enllà del circuit prèviament pactat. Este Període, amb una duració de nou
anys, s'estén des de 1990 fins que
la Mancomunitat esgota en 1998 totes les possibilitats d'incloure
nous municipis en el circuit i la Festa
retorna en 1999
a Quatretonda on es va originar. Durant este
Període es van celebrar les edicions següents: la XIII a Llutxent
(22/09/1990); la XIV en Castelló de Rugat (12/09/1991); la XV a Salem
(26/09/1992); la XVI a Benicolet (11/09/1993); la XVII a Bèlgida (01/10/1994);
la XVIII en Atzeneta
(10/09/1995); la XIX en l'Olleria (05/100/1996);
la XX en l'Olleria (13/09 /1997), i la XXI a Bellús (12/09/1998).

#### XIII Festa a Llutxent 22/09/1990
La incorporació
de Llutxent
a la XII Festa celebrada a Bocairent (1989) va ser possible gràcies a Carmen
Martí, Camil Canet, l'Associació
Cultural "El Surar" i el Grup de Danses Populars de Quatretonda. Estos quatre elements van exercir un paper crucial per a la recuperació de la Dansa de Llutxent que ja feia més de 25 anys que no es ballava. Carmen Martí, antiga
balladora llutxentina
de les danses,
com a depositària i coneixedora de la música i els passos
de la dansa;
Camil Canet, professor d 'EGB, entusiasta i entregat artífex d'un grup de jóvens disposats
aprendre-la;
"El Surar", associació cultural que va oferir el suport i les infraestructures necessàries per a la recuperació del folklore llutxentí; i el Grup de Danses Populars de Quatretonda,
ja que va servir d'estímul i inestimable suport, perquè la seua Directora artística,
Sra. Violeta Montoliu, donant una resposta generosa a la petició d'ajuda tècnica i artística sol·licitada per Camil Canet. Es va encarregar personalment de rehabilitar, muntar i
ensenyar
la dansa de Llutxent. A l'acceptar el Comitè consultiu de la Festa en la "reunió de Bocairent" la
sol·licitud de Llutxent per a organitzar
la XII edició
(1990), va obrir un nou horitzó a la Festa al comprometre's
la Mancomunitat de Municipis de la Vall d'Albaida
a responsabilitzar-se
del seu finançament i a estendre-la als restants pobles de
la Vall on
no existien en aquells moments grups estables o col·lectius
que encara practicaven
les danses. "El Surar", on es va ubicar des de
principis de 1989 el grup de
jóvens liderats per Camil Canet i que havien aprés a ballar la dansa, va assumir la responsabilitat d'organitzar la XIII Festa, mentre que l'Ajuntament, la Mancomunitat, la Diputació
Provincial de Valencia,
la Cooperativa Agrícola del Camp C.V. de Llutxent i la Caixa
d'Estalvis d'Ontinyent, en van ser els patrocinadors. Hi van participar
tots els grups assistents a l'edició de
Bocairent, 13
grups en representació
de 12 municipis, amb més de 700 balladors i balladores,
i prop de 60 músics. Es va editar un cartell i un programa de mà amb les
activitats de la setmana cultural muntades al voltant de la Festa. Desgraciadament, a partir
d'esta
edició va deixar de publicar-se el Programa-anuari, que ja a Bocairent havia sigut substituït per un llibre sobre etnografia i folklore de la Vall i que des de la IV edició celebrada a
Agullent
(1981) va acompanyar la celebració de la Festa durant nou edicions successives.

#### XIV Festa a Castelló de Rugat 14/09/1991
La XIV Festa es va celebrar a Castelló de Rugat (1991), organitzada per l'Ajuntament i patrocinada pel mateix
Ajuntament, la Mancomunitat, la Conselleria de
Cultura, Educació i Ciència, la diputació Provincial de València i la Caixa d'Estalvis d'Ontinyent. En total hi van participar 14 grups, els 13 de l'edició anterior més el de Castelló de Rugat, representant 13 municipis amb més de 800 balladors i balladores, i 70 músics. En esta edició
es va recuperar la dansa de Castelló de Rugat que feia més de 30 anys que
no es ballava, gràcies a l'entusiasme i interès del seu Alcalde, el Sr. Vicent Moreno, que amb el
suport del seu regidor de Cultura va propiciar i va encoratjar la formació
d'un xicotet grup d'antics balladors i balladores, i a la
desinteressada col·laboració del Grup de Danses Populars de Quatretonda, ja que una vegada més va aportar la valuosa direcció tècnica i artística de la seua directora, Sra. Violeta Montoliu, que va ajudar personalment en la recuperació,
muntatge i assajos d'esta dansà. Es va editar un cartell policromat i un programa de mà que arreplegava tots els actes de la brillant setmana cultural que va acompanyar a esta edició. Com a anècdota, i fet singular que mai va tornar a repetir-se, va tindre lloc en un espectacular escenari una fi de festa a càrrec d'un grup folklòric lituà de gran qualitat artística, musical i
coreogràfica. Durant la preparació d'esta edició
encara es va
reunir
el Comitè
Consultiu
dos vegades a Castelló de Rugat. A partir d'esta
Festa el Comitè Consultiu va perdre el seu protagonisme en la mesura en què la Mancomunitat assumia competències organitzatives, i nomenava Josep Talens, funcionari d'esta, responsable
de la negociació per a la recerca del municipi que es responsabilitzara de la pròxima
edició, al mateix temps que assumia funcions de
coordinador i assessor de l'Ajuntament per a la preparació, finançament i celebració de la Festa, amb la qual cosa la Mancomunitat passarà a ser l'autèntica responsable i organitzadora de la Festa al costat de l'ajuntament
de la localitat on se celebre.

#### XV Festa a Salem 26/09/1992
La XV Festa (1992) va ser acollida pel municipi de Salem i organitzada pel seu Ajuntament i la Mancomunitat i patrocinada
per ambdós institucions amb la col·laboració de la Conselleria de Cultura, Educació i Ciència, la Diputació Provincial de València i la Caixa d'Estalvis d'Ontinyent. En esta edició van
participar
15 grups en representació de 14
municipis
amb més de 800 balladors i balladores, i uns 70 músics. El poble de Salem va voler participar en la Festa amb un grup de densa
al costat dels altres grups germans de la Vall. Al no existir en la localitat cap grup ni col·lectiu
que cultivara la
dansa, per no conèixer-se tradició d'esta activitat, el seu ajuntament va sol·licitar l'ajuda tècnica i artística del Grup de danses Populars de Quatretonda perquè ensenyara a ballar la dansà a un grup de xiquets i xiquetes. Es va iniciar un treball d'investigació local entre les persones de més edat amb la finalitat de detectar l'existència
d'algú que
recordara passos de danses o músiques
dansades. No es van trobar vestigis sobre les danses, però es va aconseguir
recuperar la música d'una antiga jota. Gràcies a la
col·laboració de la banda
de música de la localitat es va muntar la part musical i es va procedir posteriorment a la restauració d'allò
que es va denominar Jota de Salem, perquè en no poder-se
recuperar els passos i la coreografia
originals, se li
van adaptar uns passos de jota amb una
dinàmica de trasllat en fileres, a fi que els
balladors i balladores pogueren interpretar-la transitant en dos files al llarg dels carrers
per a adaptar-la al ritual de desplaçament propi de la dansà. De la restauració de la Jota de Salem i del
seu posterior muntatge, ensenyança i assajos es va encarregar el ballador
del Grup
de Danses
Populars de Quatretonda Fernando Llàcer que
va fer un
encomiable treball, premiat per l'èxit que va tindre el grup de xiquets
i xiquetes
que el va estrenar en la XV festa abillats amb els vestits tradicionals de festa que encara es
conservaven. Es va editar un
preciós cartell policromat i un
programa de mà amb els actes de la setmana
cultural que va complementar la celebració d'esta
edició.

#### XVI Festa a Benicolet 11/09/1993
La XVI Festa va tindre lloc a Benicolet (1993), organitzada pel seu Ajuntament i la Mancomunitat i patrocinada per les dues institucions amb la col·laboració de la Conselleria
de Cultura, Educació i Ciència,
la Diputació Provincial de València i la Caixa
d'Estalvis d'Ontinyent. Joan Catatà, Regidor de Cultura de l'Ajuntament de Benicolet, va sol·licitar l'ajuda i
assessorament tècnic i artístic del Grup
de Danses Populars de Quatretonda
per a organitzar un grup de dansa que poguera participar en la Festa al costat dels altres grups de la Vall. Igual que en les anteriors edicions, el Grup de Danses Populars de Quatretonda va donar una resposta
positiva i desinteressada
a la sol·licitud formulada. Es va seguir l'habitual procediment d'investigació, i es va
detectar en esta
ocasió l'existència d'una melodia de les danses, que es va rehabilitar
i es va muntar
de nou musicalment per a la seua interpretació amb dolçaina i tabalet. Els passos i la
coreografia originals no es van poder conservar, perquè ningú els recordava, per la qual cosa es va fer un
treball de restauració i es van adaptar passades tradicionals
de ball pla o planet,
propis i comuns de qualsevol dansà. Del treball de muntatge, ensenyança i assajos es va encarregar una vegada més Fernando Llàcer i es va recuperar també la indumentària
tradicional de festa de Benicolet. En esta edició van participar 16 grups
representant a 15 municipis
i van desfilar
ballant pels carrers de Benicolet en l'orde següent: Fontanars dels Alforins,
Ontinyent “Teixidors" i “Arrels", Albaida, Benigànim, Aielo de Malferit, El Palomar, Alfarrasí, Bocairent. Llutxent, Quatretonda, Castelló de Rugat, la Pobla del Duc, Salem, Agullent i
Benicolet. En total quasi 900 balladors i balladores, i més de 70 músics. Es va editar un cartell
artístic policromat i un programa de mà amb els actes de la setmana cultural que completa la celebració d'esta XVI edició.

#### XVII Festa a Bèlgida 01/10/1994
La XVII Festa celebrada
a Bèlgida (1994) té una especial significació per tres significatius esdeveniments que van ocórrer en esta edició. Un de trist, la desaparició definitiva dels grups de danses de Benicolet,
Llutxent
i Salem. i dos gojosos; un, la reincorporació del municipi de Bèlgida al circuit, del qual va estar absent des de 1983 al no acudir a la VI edició celebrada a Ontinyent; i l'altre, l'edició per part de la Generalitat
Valenciana, Conselleria de Cultura, del vol. XXIV de la "Fonoteca de Materials". Número monogràfic titulat “Les Danses a la Vall d'Albaida”, magnífica publicació composta per un preciós llibret policromat que arreplega diverses investigacions sobre les nostres danses amb abundant documentació
gràfica i un
CD-Rom, recopilació sonora de la música de les danses dels 17 municipis
que fins enguany van ser seus de la nostra Festa. La presentació oficial d'un document tan important imprés i sonor es va realitzar el 22 d'octubre en el Centre social de l'Ajuntament de Castelló de Rugat. La gestió i organització d'esta XVII edició va anar a càrrec de l'Ajuntament de Bèlgida i la Mancomunitat conjuntament, amb la col·laboració de la Conselleria
de Cultura, Educació i Ciència, la Diputació de València i la Caixa d'Estalvis d'Ontinyent. En esta edició van participar un total de 14 grups que representaven 13 municipis, amb prop de 700 balladors i balladores, i uns 70 músics. Com era habitual es va editar un cartell policromat i un programa de mà que arreplegava els actes de la setmana cultural.

#### XVIII Festa a Atzeneta d'Albaida 10/09/1995
El municipi d'Atzeneta
d'Albaida va assumir en 1995 la
responsabilitat d'acollir la XVIII edició que es caracteritzarà per dos feliços successos, l'aparició del Grup de Danses "La Lligassa", que a partir d'este moment representarà Atzeneta en totes les
edicions de la
nostra Festa, i la reincorporació del Grup de Danses de Montaverner
que des
de la
X edició del
Palomar (1987) no havia tornat a participar.
Ajuntament
i Mancomunitat confeccionaren l'organització i celebració
d'esta
edició amb la col·laboració de la Conselleria de
Cultura, Educació i Ciència, el recentment
creat Servei d'Assistència i Recursos Culturals (SARC) de la Diputació de València i l'habitual Caixa d'Estalvis d'Ontinyent. En total van participar 15 grups, tots els que van acudir a Bèlgida més el de Montaverner, que representaven 14 municipis amb uns 800
balladors i balladores, i 70 músics. Cartell policromat i programa de mà amb els actes de la setmana cultural, amb les habituals activitats de concurs i exposició de cartells, demostració
de pentinats tradicionals de festa, exposició de fotografies antigues i indumentària, conferències, etc., van completar la celebració d'esta edició.

#### XIX Festa a l'Olleria 05/10/1996
La XIX Festa, que havia de celebrar-se a l'Olleria (1996), va ser la primera que va haver de suspendre's en 19 anys d'història, a causa d'una torrencial tempesta d'aigua i
pedra acompanyada per un impressionant aparell elèctric que es va desencadenar entrada la vesprada del 5 d'octubre, quan els grups participants estoven en plena dansà recorrent els carrers de la població. Cal assenyalar que gràcies a la creació en 1995 del Taller de danses valencianes i cultura popular de l'Olleria es va propiciar la creació del Grup de Danses "El Revol"
que representarà l'Olleria en les successives edicions i que van recuperar, van restaurar i van representar la Dansà. A més, conjuntament amb l'agrupament
Escorta "Sant Jordi" van recuperar, van
restaurar i van ballar de nou el Ball dels Locos de l'Olleria, l'última representació del qual va tindre lloc en 1918. Esta edició va
ser organitzada conjuntament per l'Ajuntament
i la Mancomunitat, fet característic
d'este
Període, amb la col·laboració de la
Conselleria de Cultura. Educació i Ciència, el SARC de la Diputació de València i les següents
associacions locals: Col·lectiu l'Olla. Ames de
Casa de l'Olleria, Associacions de Veïns de l'Olleria i Junta Central de Festes de Moros i Cristians. Hi van assistir un total de 15 grups que
representaven 15 municipis
amb quasi 900 balladors i balladores, i 80 músics.
No es va presentar el
Grup de Danses “Arrop i Talladetes"
de Benigànim que des de llavors i fins a la XXV edició no ha tornat a participar en el circuit. L'habitual
cartell policromat i un programa de mà, que en esta ocasió arreplega en les seues 30 pàgines una fotografia i el currículum de tots els grups participants, constituïxen els documents que acrediten la celebració
d'esta Festa que no va arribar a consumar-se.

#### XX Festa a l'Olleria 13/09/1997
La XX Festa se celebra de nou a l'Olleria (1997), a petició del seu Ajuntament que va vore satisfeta la seua
sol·licitud de repetir
l'edició anterior que va haver de suspendre’s per les adverses condicions meteorològiques.
En esta segona ocasió es va poder desenrotllar sense incidents, amb els
mateixos organitzadors. patrocinadors,
grups participants i recorregut, però amb un nou cartell i una nova programació

#### XXI Festa a Bellús 12/09/1998
La XXI Festa va tindre lloc a Bellús (1998) i va ser l'última
del Període d'Expansió. Va ser gestionada i organitzada conjuntament per l'Ajuntament
de la localitat i la Mancomunitat, amb la col·laboració de la Conselleria de
Cultura, Educació i Ciència, el SARC de la Diputació de València i la Caixa
d'Estalvis d'Ontinyent. En esta edició i gràcies a l'interés de l'alcalde de
Bellús, Diodoro Ferrando, antic ballador de les danses, es va poder recuperar i
es va poder muntar la Densà de Bellús, al mateix temps que es crea el Grup de
Danses "El Repic", que des d'esta edició i fins al moment present, ha
participat en totes les edicions representant el municipi de Bellús. Hi van
participar els 16 grups (els 15 de l'edició anterior més Bellús), que
representaven 16 municipis amb més de 900 balladors i balladores, i uns 80
músics. El tradicional cartell policromat i el programa de mà amb els actes que
van acompanyar la seua celebració van completar esta edició.

### Període de Reiniciació o del Segon Cicle (1999 · 2015)
A pesar dels esforços i de les gestions personals de
Josep Talens, funcionari de la Mancomunitat encarregat de coordinar i
organitzar conjuntament amb els responsables municipals la Festa de les Danses,
no es va poder aconseguir la col·laboració de cap dels ajuntaments de la Vall
que encara no havien participat en la Festa perquè acceptara la responsabilitat d'organitzar en la seua localitat la següent
edició,
per la qual cosa es va decidir restituir-la al municipi on s'havia originat, Quatretonda, fet que tancava el circuit i se n'iniciava el segon cicle, en el qual es repetirien les seus de celebració d'acord amb l'orde jo establit. Durant este Període, i fins al moment de complir-se
el XXV Aniversari, s'han celebrat les edicions següents: la XXII, a Quatretonda (02/10/1999); la XXIII, a la Pobla del Duc (30/09 /2000); la XXIV, a Otos (29/09/2001
), i la XXV, a Montaverner (28/09/ 2002)
.

#### XXII Festa a Quatretonda 02/10/1999
Així doncs, la XXII Festa, primera
d'este Període, es va celebrar a Quatretonda (1999) organitzada per l'Ajuntament
amb la col·laboració del Grup de Danses Populars de Quatretonda. Va ser patrocinada per la Mancomunitat, la Conselleria
de Cultura,
Educació
i Ciència,
el SARC de la Diputació de València, la recentment creada Federació Valenciana de Municipis
i Províncies i la Caixa d'Ontinyent. Els 16 grups que participaven en representació de 16 municipis van ballar al llarg de l'itinerari pactat pels carrers de la població les seues respectives dansades, d'acord amb el següent orde d'actuació que reproduïx
el preestablert durant la primera volta del circuit iniciat a Quatretonda (1978) i finalitzat a Bellús
(1998): Bellús, l'Olleria, Atzeneta d'Albaida, Bèlgida, Castelló de Rugat, Bocairent,
Alfarrasí, El Palomar, Aielo de Malferit, Albaida, Ontinyent, Fontanars dels Alforins, Agullent, Montaverner,
la Pobla del Duc i Quatretonda. En
total, més de 900 balladors i balladores, i uns 80 músics. Un cartell policromat
i el programa de mà constituïxen els documents acreditatius
de la seua celebració.

#### XXIII Festa a La Pobla de Duc 30/09/2000
Després de Quatretonda, i en compliment
de l'orde preestablert
per sorteig
durant la celebració del primer circuit, va correspondre a la Pobla del Duc (2000) l'organització de la XXIII Festa. La Mancomunitat va prestar la seua
incondicional col·laboració
i assessorament
i es va comptar amb les col·laboracions
següents: Conselleria de Cultura, Educació i Ciència, SARC de la Diputació de València,
Federació Valenciana de Municipis
i Províncies i la Caixa d'Ontinyent.
Hi van participar en total 16 grups, els mateixos de l'edició anterior; que representaven 16
municipis amb més de 900 balladors i balladores,
i 80 músics. El
cartell
policromat, guanyador del tradicional concurs de cartells, i que al seu torn es reproduïx
en la portada del programa de mà, són testimoni documental de la celebració
d'esta XXII edició.

#### XXIV Festa a Otos 29/09/2001
La XXIV Festa, corresponent a l'any 2001, hauria d'haver-se
celebrat a Montaverner; però van sorgir greus problemes al negar-se este
municipi a ser la seu d'esta edició, al·legant el seu
Ajuntament que anteriorment
s'havia compromés a organitzar
la celebració
de l'Aplec d'Associacions
Corals de la Vall d'Albaida i que mancava dels recursos econòmics
i humans necessaris
per a celebrar estos dos esdeveniments
durant el mateix any. A pesar de la debilitat dels arguments que Montaverner esgrimia per a no assumir les seues obligacions amb la Festa, les negociacions van fracassar, i es va haver de buscar una localitat substituta fora del circuit, sota pena d'interrompre la celebració d'esta, al no acceptar la resta de municipis
participants una responsabilitat que no els corresponia.
Es van fer
gestions
amb Guadasséquies, que encara que en principi va acceptar organitzar la XXIV edició finalment hi va renunciar.
Afortunadament, i com a solució d'emergència proposada per la Mancomunitat, es va aconseguir que Otos fóra la població amfitriona encara que no existia tradició
de les danses ni col·lectiu disposat a aprendre-les
per a
ballar-les i representar el seu municipi. Esta Festa, igual que
les dos anteriors d'este Període. Va comptar amb els mateixos
patrocinadors. Van participar els 16 grups de l'edició anterior, que representaven 16 municipis, i es va repetir sense variar l'orde d'actuació seguit en XXIII edició de la Pobla del Duc presidits pel grup de gaites "Sac de Gemecs" d'Otos, que va obrir amb les seues melodies el desenrotllament
d'esta accidentada edició. En
total,
quasi 900 participants i uns 100 músics
comptant els gaiters d'Otos. A més. cal
ressenyar altres dos singulars innovacions que es van introduir en
esta ocasió: el tradicional sopar fred de
germanor reservat
als participants es va
fer extensiu a tots els veïns de la població i el tradicional castell de focs artificials
amb què es tancaven els actes públics de
la Festa va ser substituït al
finalitzar el sopar i la vetlada musical a càrrec d'un grup "Tres
fan Ball", per un correfoc a càrrec de la Colla de Dimonis del Casal Jaume I de la Vall d'Albaida. El corresponent cartell policromat i el programa de mà són testimoni documental d'esta singular edició.

#### XXV Festa a Montaverner 28/09/2002
Finalment. la XXV
edició de la Festa, amb la qual en vam celebrar el XXV
Aniversari, va tindre
lloc a Montaverner (2002), organitzada pel seu Ajuntament amb la
col·laboració del Grup
de Danses de Montaverner i patrocinada per les mateixes institucions
de les tres anteriors edicions d'este Període. No va haver-hi actes d'especial rellevància
amb motiu
del XXV
Aniversari, només
una
referència en l'al·locució pronunciada per la
seua Alcaldessa
prèvia a l'entrega dels trofeus de participació. Van
assistir els mateixos grups de l'edició anterior,
excepte el grup de
gaiters "Sac de Gemecs"
d'Otos, amb un
total de 900 balladors i balladores,
i uns 80 músics. El tradicional cartell policromat i el programa de mà donen fe de la celebració del XXV
Aniversari.

#### XXVI Festa a Agullent 14/09/2003
la XXVI Festa de les Danses de la Vall d'Albaida va tindre lloc a Agullent. Van participar 15 localitats de la comarca (Montaverner, La Pobla del Duc, Quatretonda, Bellús, L'Olleria, Atzeneta d'Albaida, Bèlgida, Castelló de Rugat, Alfarrasí, Bocairent, EI Palomar, Aielo de Malferit, Albaida, Ontinyent i Agullent). La localitat convidada va ser Algemesí (La Ribera Alta) representada pel Grup de Danses “Llauradors”. La cercavila va ser a càrrec de la colla dolçainera d'Algemesí. L'edició d'este any va tindre la peculiaritat de realitzar la dansà de l'Aplec en diumenge. Fins este moment totes les dansaes s'havien fet en dissabte llevat de les dels anys 1978, 1979, 1980, 1981 i 1995. Amb motiu d'este aplec, es va editar el llibre “XXVI Festa de les Danses de la Vall d'Albaida; Agullent, 14 de setembre de 2003” coordinat per Emili Casanova i editat pel Grup de Danses d'Agullent, que va ser presentat a la setmana cultural, i que també va comptar amb una xarrada a la Casa de la Cultura a càrrec del Grup de Danses “Cardaors” de Bocairent sobre L'Ú d'Agullent.

#### XXIX Festa a Albaida 09/09/2006
la XXIX Festa de les Danses de la Vall d'Albaida va tindre lloc a Albaida. Van participar 17 localitats de la comarca (Ontinyent, Fontanars dels Alforins, Agullent, Montaverner, La Pobla del Duc, Quatretonda, Bellús, L'Olleria, Atzeneta d'Albaida, Bèlgida, Castelló de Rugat, Bocairent, Alfarrasí, El Palomar, Aielo de Malferit, Benigànim i Albaida. Com a localitat convidada va assistir Alacant (L'Alacantí), representada pel grup de danses de l'Associació Cultural el Cresol. Esta edició va comptar amb més de 1.000 balladors i balladores i vora un centenar de músics. La cercavila va ser a càrrec del grup de xirimiters i tabaleters “La pedrera” d'Albaida. La festa va comptar amb el sopar de germanor i una actuació del grup “Tres Fan Ball”. Per a esta edició es van realitzar activitats complementàries com una nit d'albaes.

#### XXXI Festa a El Palomar 13/09/2008

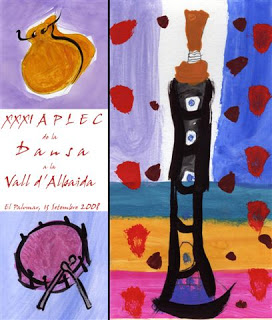
Cartell del 31 Aplec a El Palomar

#### XXXII Festa a Alfarrasí 12/09/2009
la XXIX Festa de les Danses de la Vall d'Albaida va tindre lloc a Alfarrasí. Va ser organitzada per La Mancomunitat de Municipis de la Vall d'Albaida, l'Ajuntament d'Alfarrasí i el Grup de Danses “La Balleruga” d'Alfarrasí. Van participar 16 localitats de la comarca (El Palomar, Quatretonda, Benigànim, Albaida, Ontinyent, Fontanars dels Alforins, Agullent, Montaverner, la Pobla del Duc, Bellús, l'Olleria, Atzeneta d'Albaida, Bèlgida, Castelló de Rugat, Bocairent i Alfarrasí). Com a localitat convidada va assistir Xàtiva (La Costera), representada per l'Escola de Dansa de Xàtiva. El certamen va acollir al voltant de 600 balladors i balladores. L'encontre va comptar amb el tradicional passacarrer abans de la dansà i una actuació de Pep Gimeno “El Botifarra” per a tot el públic en finalitzar el sopar de germanor.

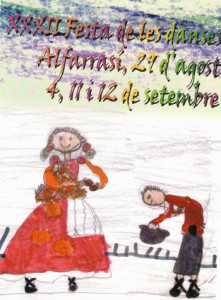
Cartell del 32 Aplec a Alfarrasí

#### XXXIV Festa a Castelló de Rugat 17/09/2011

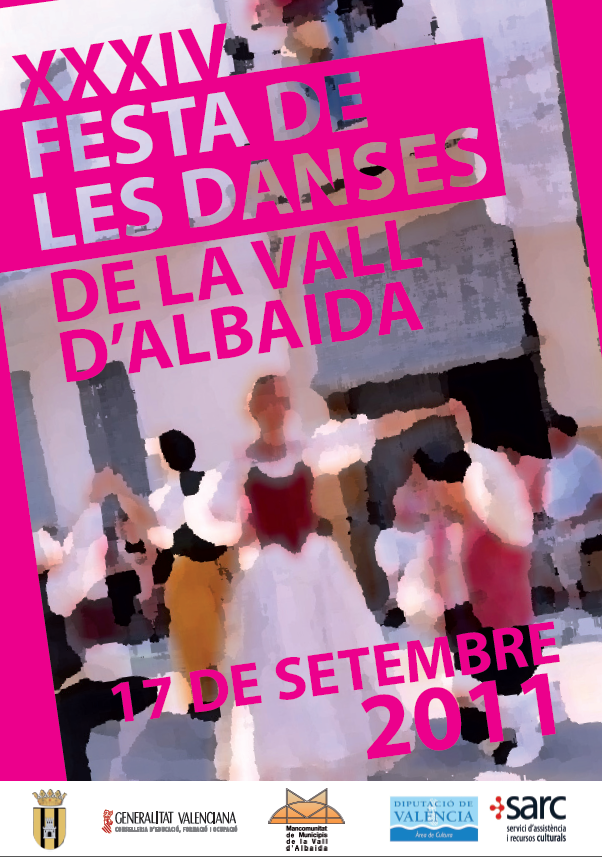
Cartell del 34 Aplec a Castelló de Rugat

#### XXXIII Festa a Bocairent 11/09/2010
la XXXIII Festa de les Danses de la Vall d'Albaida va tindre lloc a Bocairent. Van participar 17 localitats de la comarca (Atzeneta d'Albaida, Alfarrasí, el Palomar, Aielo de Malferit, Benigànim, Albaida, Ontinyent, Fontanars dels Alforins, Agullent, Montaverner, la Pobla del Duc, Quatretonda, Bellús, l'Olleria, Bèlgida, Castelló de Rugat i Bocairent) i com a municipi convidat Algemesí (La Ribera Alta). L'aplec va ser precedit per la tradicional cercavila que va comptar amb el grup de dolçainers i tabaleters l'Aljub i els Cabolos de Bocairent. En acabar la dansà va actuar a la plaça de l'Ajuntament la Muixeranga d'Algemesí i hi va haver una dansà conjunta de tots els participants. Després del tradicional sopar de germanor es va comptar amb una actuació de Pep Gimeno "Botifarra". En la setmana cultural es va presentar el llibre d'indumentària tradicional “A la moda valenciana, la dona al segle XVIII”, de Salvador Mercado i Marita Sempere.

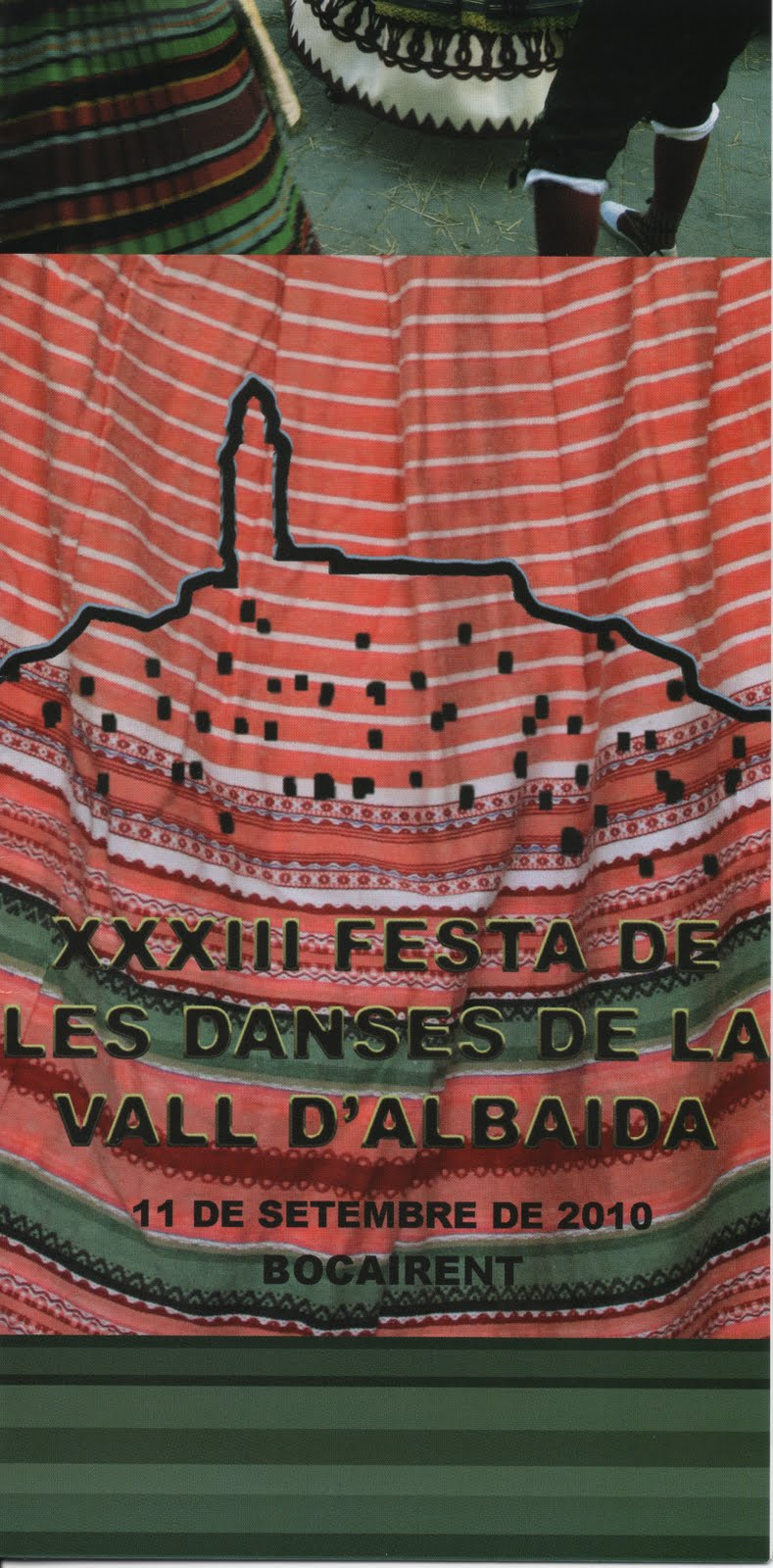
Cartell del 33 Aplec a Bocairent

#### XXXV Festa a Bèlgida 08/09/2012
La XXXV Festa (2012) va ser realitzada a Bèlgida, organitzada per l'Ajuntament i la Mancomunitat de Municipis de La Vall d'Albaida. L'encontre va comptar amb 15 localitats de la comarca (Benigànim, Bocairent, Alfarrasí, el Palomar, Castelló de Rugat, Albaida, Ontinyent, Fontanars dels Alforins, Agullent, Montaverner, la Pobla del Duc, Quatretonda, Bellús, l'Olleria i Bèlgida) i la localitat convidada que en esta ocasió va ser Xert (Baix Maestrat). Van participar més de 500 balladors i balladores i 50 músics. Per a l'ocasió es van recuperar “l'Ú” de Bèlgida i la “Jota” que van ser reestrenats a la finalització de la cercavila i abans de la dansà. La setmana cultural va comptar amb una exposició comarcal de fotografies i d'indumentària i una conferència sobre les castanyoles a càrrec de Miquel Àngel Flores.

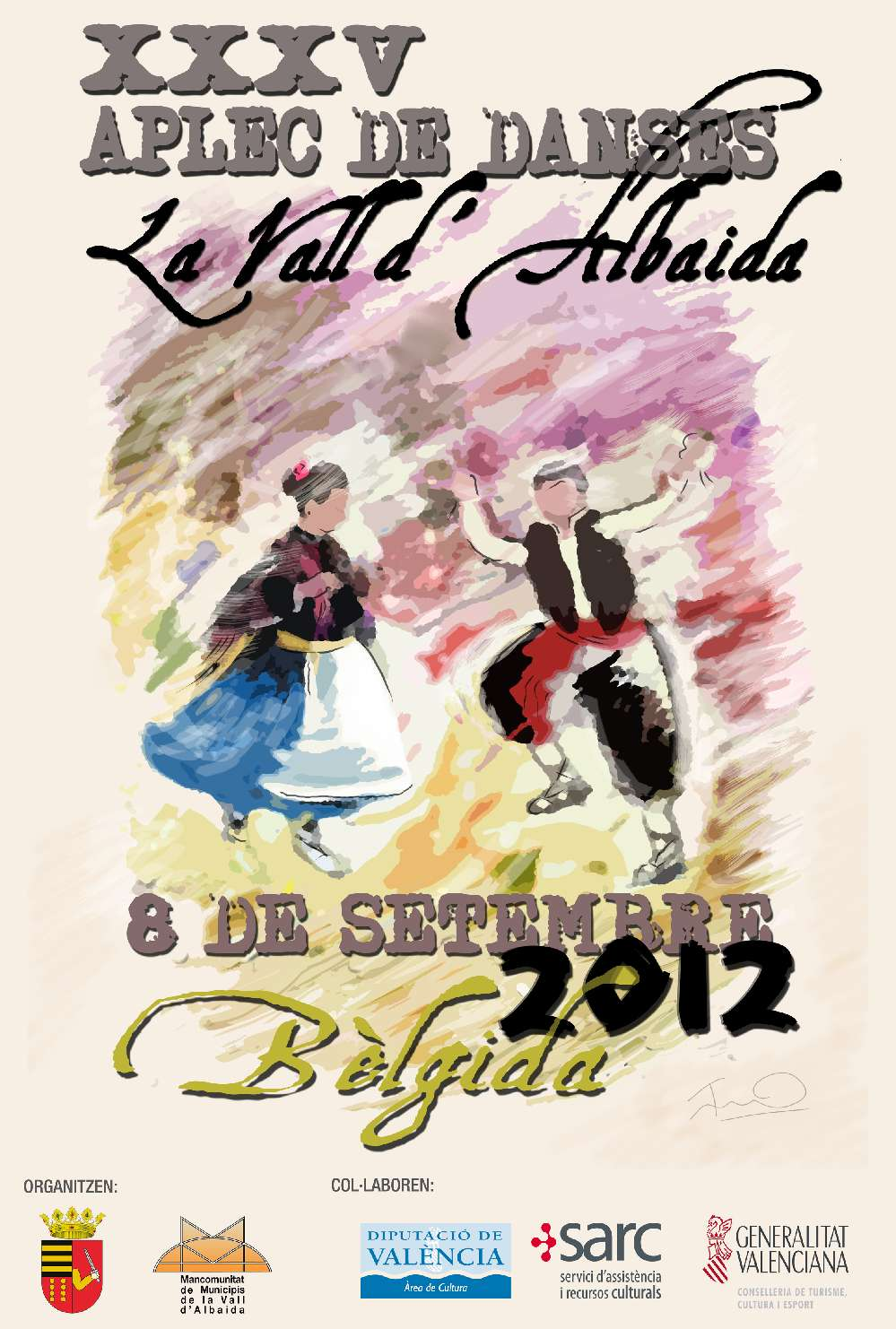
Cartell del 35 Aplec a Bèlgida

#### XXXVI Festa a Atzeneta d'Albaida 28/09/2013
La XXXVI Festa de les Danses (2013) es va realitzar a la localitat d'Atzeneta d'Albaida. Van participar 15 municipis de la comarca (l'Olleria, Bèlgida, Castelló de Rugat, Bocairent, el Palomar, Benigànim, Albaida, Ontinyent, Fontanars dels Alforins, Agullent, Montaverner, la Pobla del Duc, Quatretonda, Bellús i Atzeneta d'Albaida) a més de comptar amb la participació d'Ibi (Alcoià - Foia de Castalla) com a municipi convidat. Els actes culturals van començar el 8 de setembre al Centre Sociocultural, a on es va presentar un audiovisual i el llibre-revista realitzat pel Grup de Danses “La Lligassa” d'Atzeneta i es va inaugurar l'exposició fotogràfica referida als aplecs dansaires al Museu de les Artesanies.

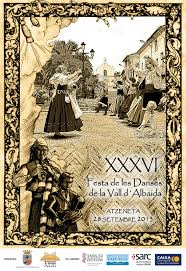
Cartell del 36 Aplec a Atzeneta d'Albaida

#### XXXVII Festa a l'Olleria 20/09/2014
En la XXXVII edició de la Festa de les Danses de la Vall d'Albaida (2014) la localitat amfitriona va ser l'Olleria. Van participar 15 municipis de la comarca (Bellús, Alfarrasí, Castelló de Rugat, Bocairent, El Palomar, Benigànim, Albaida, Ontinyent, Fontanars dels Alforins, Agullent, Montaverner, La Pobla del Duc, Quatretonda, Bèlgida, i L'Olleria) i el municipi convidat que va ser Agres (El Comtat). La setmana cultural va comptar amb la presentació d'un llibre del Grup de Danses “El Revol” de L'Olleria i d'una exposició d'indumentària valenciana a la Casa Santonja-Palau dels Marau.

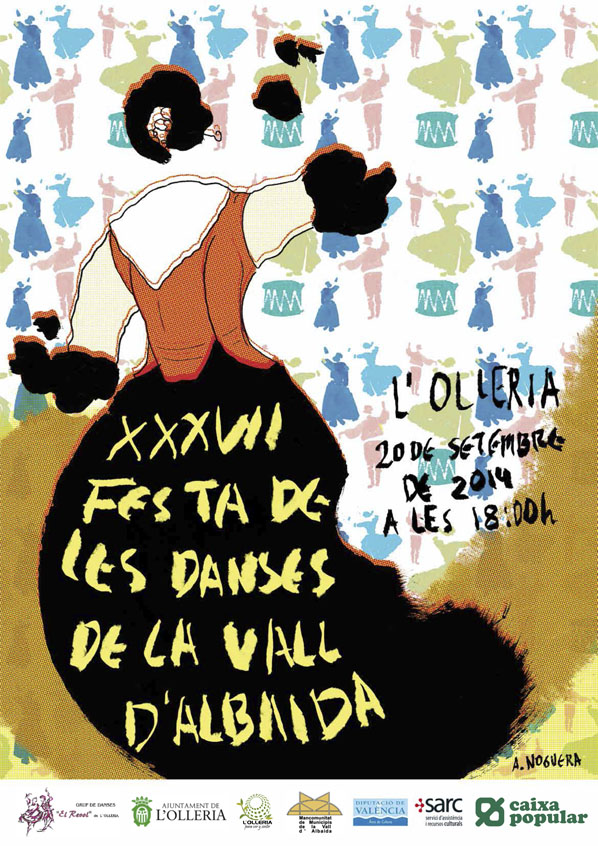
Cartell del 37 Aplec a L'Olleria

#### XXXVIII Festa a Bellús 19/09/2015
La XXXVIII Festa (2015) va ser acollida pel municipi de Bellús i protagonitzada pel seu Ajuntament, el grup de danses El Repic de Bellús i la Mancomunitat de Municipis de la Vall d'Albaida. A la mateixa van participar 15 poblacions de la comarca (l'Olleria, Bèlgida, Castelló de Rugat, Bocairent, Alfarrasí, El Palomar, Benigànim, Albaida, Ontinyent, Fontanars dels Alforins, Agullent, Montaverner, la Pobla del Duc, Quatretonda i Bellús) i la població convidada va ser Xàtiva, la qual va estar representada pel Grup de Danses de Xàtiva. L'Aplec va comptar amb una cercavila previ a la dansà a càrrec de la Colla de dolçaines i tabaleters de “la Socarrà” de Xàtiva, el tradicional sopar de germanor per a tots els participants i un fi de festa a càrrec de la rondalla de l'Escola de danses de Xàtiva. Van participar més de 600 balladors i balladores i 60 músics.

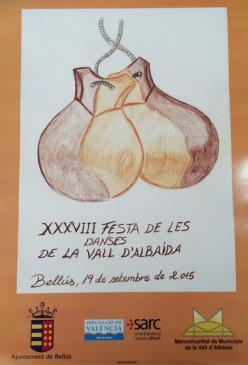
Cartell del 38 aplec a Bellús

#### XXXIX Festa a Llutxent 01/10/2016
Llutxent acollirà el dissabte 1 d'octubre la 39a Festa de les Danses de la Vall d'Albaida. Com a acte previ, aquest divendres 16 de setembre el grup de danses de la localitat i l'ajuntament han organitzat una projecció del documentari ‘Dolçaina. Del carrer a l'aula’, dirigit per Rubén Soler i produït per 1000Tretze i el CEIC Alfons el Vell.
La projecció serà a les 22.00 a la plaça Major, on abans s'hi haurà fet un sopar popular després de la cercavila que des de la mateixa plaça recorrerà carrers del poble i hi acabarà.
El documentari és un treball sobre la història recent de l'instrument, i sobre l'evolució com s'ha transmés: des del tradicional mètode de mestre a aprenent fins a la creació d'aules de música, escoles i la inclusió als conservatoris.